# Захарій LK-600
Захарій LK-600 — несамохідний плавучий кран вантажопідйомністю 680 тонн, один з найпотужніших кранів України. Використовувався при монтажі Подільського мостового переходу, де 18 листопада 2011 року зазнав аварії. У 2021 році використовувався при будівництві мосту в Запоріжжі.

## Історія
Кран був побудований на київському суднобудівному заводі «Ленінська кузня» на замовлення ТОВ «БМК Планета-Міст» і 26 серпня 2009 року переданий замовникові.
У назві крана відображені назва підприємства «Ленінська кузня» та вантажопідйомність. Ім'я «Захарій» кран отримав на честь батька власника компанії-підрядника, депутата Київради Валерія Мошенського.
Будівельник і оператор крана заявляли, що з-поміж компактних кранів з низькою осадкою, призначених для використання в річкових умовах, цей кран найпотужніший. Для проходу по річковому мілководдю у крана істотно знижена осадка, для проходу під мостами зменшена висота при транспортуванні.
Першою роботою для крана стало навантаження крана «Terex Demag CC2800-1» на теплохід «Роксолана 2». Кран «Terex Demag CC2800-1», зі свого боку, був найпотужнішим підйомним засобом на реконструкції НСК Олімпійський в 2010 році. Роботи зайняли 12 годин.
Пізніше, у серпні 2010 року кран залучався для демонтажу плавучого крана «Сарни».
З червня 2011 року кран використовувався для монтажу конструкцій Подільського мостового переходу.

### Аварія

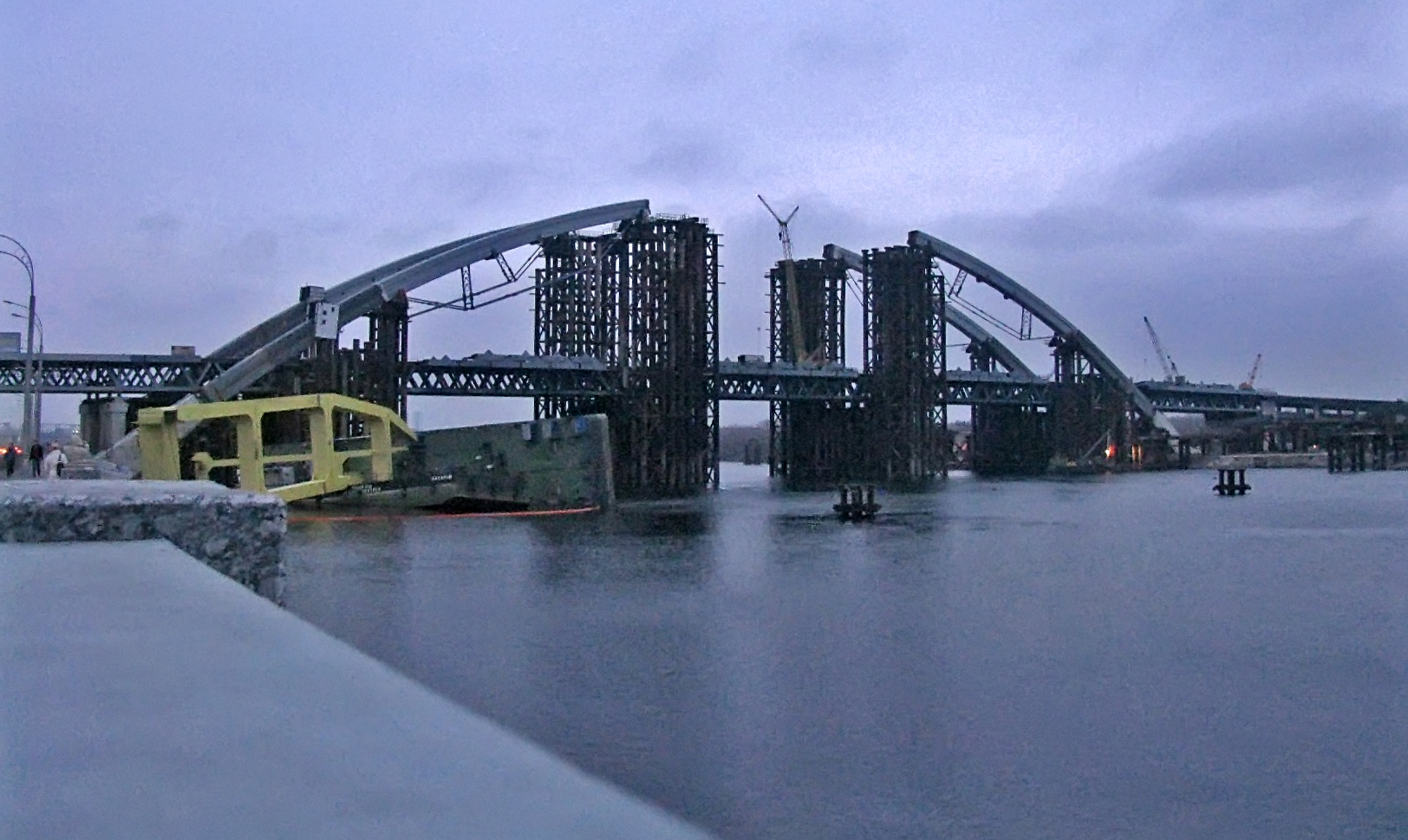
Впалий кран «Захарій». Фото 19 листопада 2011 р.

18 листопада 2011 року роботи проводилися біля Набережно-Рибальської вулиці, близько 11:10 кран впав. На момент аварії краном залишалося встановити чотири верхні секції моста. Команда крана не постраждала, з восьми працівників п'ятеро врятувалися самостійно, а трьох звільнила служба порятунку Києва.
При падінні стріла крана впала за 200 метрів від Гаванського мосту, переправа завібрувала, але не постраждала. У ту мить на мосту був затор; виникла легка паніка. Сам кран отримав серйозні пошкодження: постраждав правий понтон, на який впала стріла крана; можливо, вона була погано закріплена. Крім цього, була пошкоджена конструкція вантажної і допоміжної стріли. З витратних паливних баків вилилося незначна кількість нафтопродуктів, які потрапили у Дніпро. Для їхнього збирання кілька днів проводилися роботи з нейтралізації забруднення. На місце виїхали фахівці компанії «Планета-Міст», які зробили висновок про необхідність заміни стріли крана. Влада Києва заявила про те, що буде опрацьовувати питання про встановлення решти елементів конструкції моста, хоча ці елементи ще не були готові.
Згодом було оприлюднено плани, відповідно до яких стрілу крана передбачалося розрізати на частини вагою не більше 15 т для утилізації на металобрухт. На додачу до проведення ремонтних робіт завод-виробник обіцяв виправити конструкцію крана для того, щоб не допустити повторення аварійної ситуації.[джерело не вказане 2455 днів] Датою початку робіт було призначено 21 листопада, але розробити підйом у запропоновані терміни не вдалося і 22 листопада з'ясувалося, що підйом крана був перенесений для узгодження з наглядовими організаціями.
Унаслідок роботи комісії було розглянуто низку версій того, що сталося. Причиною аварії були визнані неправильні дії капітана крана: при роботі з приведення крана в транспортний стан був від'єднаний лівий понтон, який забезпечував необхідну стійкість. Основною причиною було названо порушення правил експлуатації при опусканні стріли у похідне положення — кран закінчив свої роботи і повинен був буксируватися на стоянку. Для відновлення крана в нормальне положення довелося відрізати вантажну і допоміжну стрілу..
Після падіння крану для нього створили обліковий запис у твіттері. Першим записом у ньому були слова: «Ну ось, я впав.»

### Після аварії

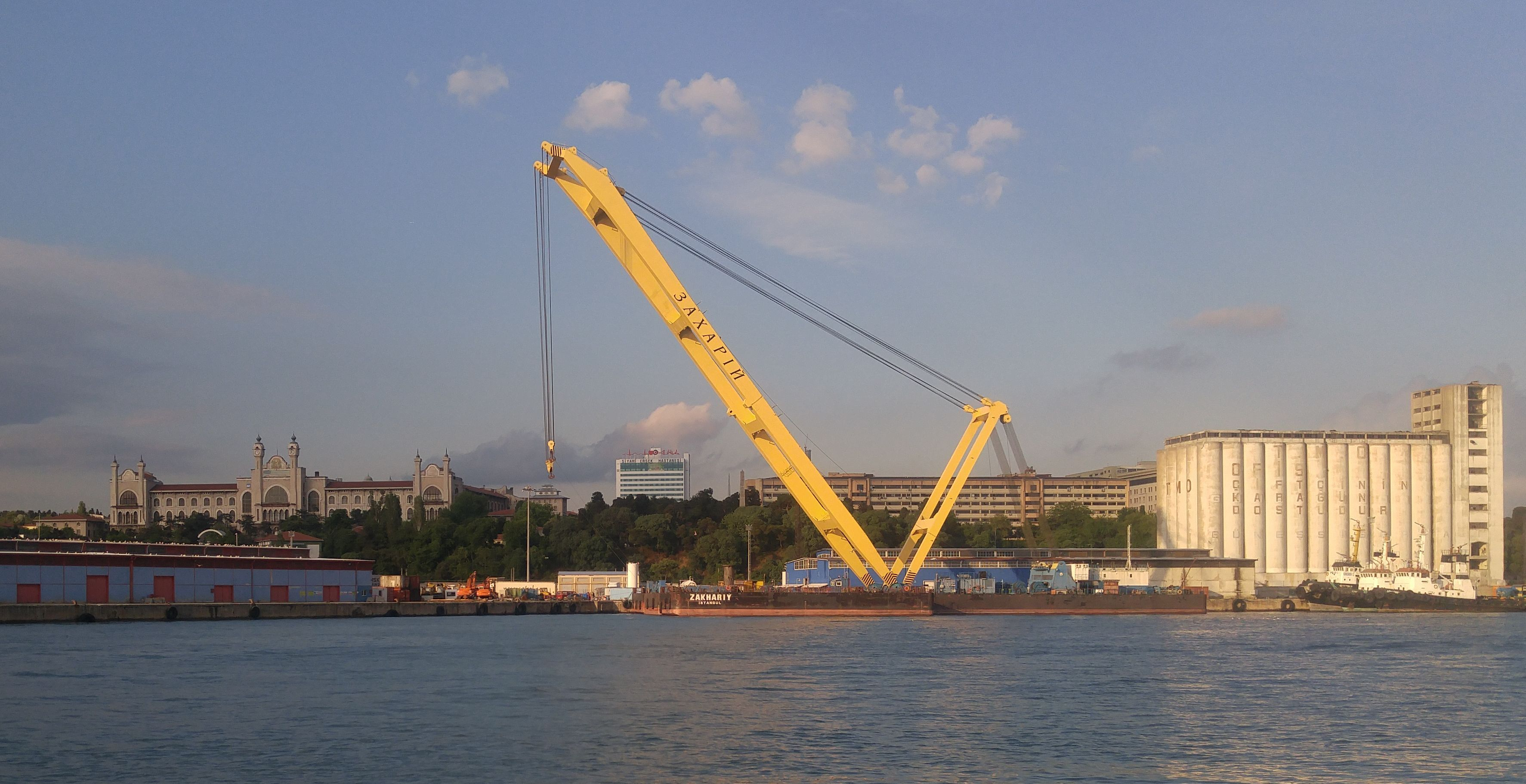
Захарій в Стамбулі

До закінчення зими 2012 року була відрізана деформована стріла (на брухт), кран поставлений у вертикальне положення 29 січня 2012 року.
На початку квітня 2013 року опубліковано рішення відправити кран вниз по Дніпру на завод «Океан». Через кілька місяців кран повинен був повернутися до Києва.
До вересня 2014 року ремонт крана був закінчений. Він був транспортований в Миколаївський морський торговий порт. Судновласник крана заявив, що повернення його до Києва не планується.
З травня 2017 року кран перебував у Стамбулі. На початку грудня 2020 року анонсовано, що кран мають доставити назад в Україну, де його буде застосовано в будівництві нових запорізьких мостів.
4 січня 2021 року кран прибув до Запоріжжя, для продовження будівництва нових запорізьких мостів.